# Katharine Furse
Katharine Furse, geboren Symonds, (Bristol, 23 november 1875 – Londen, 25 november 1952) was een Britse verpleegster, militair bestuurder en sociaal-liberaal hervormer. Tijdens de Eerste Wereldoorlog leidde ze een vrijwillige hulpdetachement van het Rode Kruis en diende ze als de eerste directeur van het Women's Royal Naval Service.

## Biografie

### Jeugd en huwelijk
Katharine Symonds werd geboren als de dochter van de historicus John Addington Symonds en Janet Catherine North en ze was de jongste van drie meisjes. Via haar moeder stamde ze af van de Britse premier Frederick North. Tot haar tienerjaren was ze de "jongen" van de familie. Ze verkreeg haar scholing van een gouvernante en van haar moeder. Gedurende haar jonge jaren bracht ze vele jaren door in Zwitserland en Italië. Ze beschreef haar eigen jeugd als "bohemien". Aanvankelijk had Symonds het plan om te gaan werken als verpleegster in het ziekenhuis, maar nadat ze de kunstschilder Charles Wellington Furse leerde kennen veranderde ze haar plannen. In 1900 huwde ze met Furse, maar hij overleed al vier jaar later en liet haar achter met twee jonge kinderen.

### Voluntary Aid Detachment
In 1909 werd Katharine Furse lid van het vrijwillige hulpdetachement (Voluntary Aid Detachment, VAD) van het Rode Kruis dat verbonden was aan het Britse reserveleger. Bij het uitbreken van de Eerste Wereldoorlog werd ze uitgekozen als leider van de VAD van het Rode Kruis dat naar Frankrijk werd gezonden. In 1916 besloot de overheid om Furse, vanwege haar administratieve kwaliteiten, om haar de leiding te geven over de VAD-afdeling in Londen. Een jaar later kreeg ze vanwege haar verdiensten het Dame-grootkruis van de Orde van het Britse Rijk.
Tegen het einde van 1916 raakte Furst overtuigd van het idee dat een groot deel van de vrouwen op de werkvloer niet op de juiste manier werden ingezet. Ze vond dat er sprake was van "een aanzienlijke hoeveelheid overlapping, verwarring en verspilling van inspanning". Ze riep dan ook tijdens de oorlog op tot een centrale commissie die het vrouwenwerk zou overzien en organiseren. Furse wilde een organisatie die ervoor zorgde dat vrouwen geselecteerd werden voor rollen en taken kregen op basis van hun ervaringen in plaats van hun plaats in de samenleving. Uiteindelijk werd het Women's Army Auxiliary Corps gevormd zonder Furse.

### Women's Royal Naval Service
Furse trad in 1917 af vanwege haar gebrek aan macht om hervormingen door te voeren. Direct na haar vertrek kreeg ze de functie aangeboden van directeur van de Women's Royal Naval Service (WRNS). Binnen de Britse marine mochten vrouwen als eerste functies op zich nemen en dienden ze onder andere als koks, telegrafist en code-expert. Deze omslag was niet het gevolg van vrouwenemancipatie, maar omdat de Royal Navy de waarde in zag van vrouwenarbeid binnen het principe van totale oorlog.

### Laatste jaren
Na de oorlog werkte Furse bij het reisbureau van Henry Lunn en populariseerde ze het beoefenen van de skisport onder de Britse toeristen. In 1920 werd ze het hoofd van de zeescouts en diende ze tien jaar lang als voorzitter van de World Association of Girl Guides and Girl Scouts. In 1938 spande ze zich in bij de marineleiding dat de voormalige leden van de WRNS zaten te springen om weer te dienen bij de marine. Ze adviseerde de marine vervolgens bij de aan te brengen structuur voor de rol van vrouwen.